# Sioniac
Sioniac település Franciaországban, Corrèze megyében. Lakosainak száma 237 fő (2022. január 1.). Sioniac Astaillac, Bilhac, Curemonte, Liourdres, Nonards, Queyssac-les-Vignes, Végennes és Beaulieu-sur-Dordogne községekkel határos.

## Népesség
A település népessége az elmúlt években az alábbi módon változott:
| Lakosok száma | 221  | 190  | 199  | 236  | 248  | 239  | 220  | 217  | 218  | 237  |
|               | 1968 | 1982 | 1990 | 2006 | 2013 | 2015 | 2017 | 2019 | 2020 | 2022 |